# Vámos Éva (történész)
Vámos Éva (Budapest, 1950. május 22. – Budapest, 2015. július 25.) magyar muzeológus, történész, technikatörténész, habilitált egyetemi előadótanár. A Magyar Műszaki és Közlekedési Múzeum főtanácsosa, a Magyar Műszaki Múzeum főigazgatója 1993–2004 között, a Magyar Tudományos Akadémia kandidátusa. A műszaki tudománytörténet jeles kutatója.

## Pályája
Tanulmányait az ELTE Bölcsészettudományi Karán történelem–angol szakon végezte.
1973-tól az Országos Műszaki Múzeum (a későbbi egyesítés után Magyar Műszaki és Közlekedési Múzeum) munkatársa volt, itt fokozatosan haladva a ranglétrán egészen a főigazgatói posztig jutott.
Részt vett az ICOM (International Committee for Museums and Collections of Science and Technology, Műszaki Múzeumok és Gyűjtemények Bizottsága) munkájában, az ICOM Magyar Nemzeti Bizottsága vezetésében, valamint az International Union for the History and Philosophy of Science (Nemzetközi Tudománytörténeti és –filozófiai Unió) vezetőségének munkájában. Utóbbinak, mint főtitkár-helyettese, a 2009-ben Budapesten megtartott XXIII. Nemzetközi Tudomány- és Technikatörténeti Kongresszus magyar szervező bizottságának elnöke volt.
1994-től a Műszaki és Természettudományi Egyesületek Szövetsége Tudomány- és Technikatörténeti Bizottságának titkáraként dolgozott, majd 2008-tól annak alelnöki tisztét töltötte be. Ezen minőségében a Magyar Orvostörténelmi Társasággal közösen szervezte meg a tudomány- és technikatörténész szakma éves konferenciáit 30 éven keresztül, valamint annak munkálatait is szerkesztette. 2005-től a Magyar Kémikusok Egyesülete Kémiatörténeti Szakosztályának elnöke, 2008-tól az MTA Tudomány- és Technikatörténeti Komplex Bizottságának alelnöke volt. Részt vett a Pulszky Társaság munkájában is. 1973-tól tagja volt a Magyar Orvostörténelmi Társaságnak, a Budapesten megrendezett nemzetközi orvostörténeti kongresszusok (1974, 2006) szervezőbizottságának tagjaként jelentős munkát végzett a hazai orvostörténelem külhoni népszerűsítésének vonatkozásában.

## Fontosabb publikációi
- Német-magyar kapcsolatok a kémiában, az élelmiszeriparban és a vegyiparban (Abigél Kiadó, Budapest, 1995)
- Bíró László József (Műszaki Könyvkiadó, Budapest, 1997)
- Justus von Liebig magyar levélkapcsolatai I-II. (magyarul és németül), (Technikatörténeti Szemle XXV. és XXVI.)
- Fejezetek a természettudományok és a technika intézmény- és kapcsolatrendszerének történetéből Magyarországon a felvilágosodástól a 21. századig. (BME, Budapest, 2003)
- Kémikus emlékhelyek budapesti egyetemeken. (Magyar Kémikusok Egyesülete, Budapest, 2006)
- History of the food chain from agriculture to consumption and waste. 31 August–3 September 2006, Gödöllő. Book of abstracts. Program & list of participants; szerk. Vámos Éva; Hungarian Chemical Society, Bp., 2006

Mintegy 240 cikke és könyvrészlete jelent meg, egy része németül és angolul.

## Fő kutatási témái
- Kutatónők a természet- és műszaki tudományokban Közép-Európában
- A 18-20. századi kémia társadalomtörténete Magyarországon

## Díjai
- Zemplén Jolán-emlékérem, 1985[5]
- Millecentenáriumi Emlékérem, 1996 ezüst
- GTE Egyesületi Emlékérem, 1997
- MTESZ-emlékérem, 1997
- MTESZ-emlékérem, 2003